# Omar Bravo
Omar Bravo Tordecillas (ur. 4 marca 1980 w Los Mochis) – meksykański piłkarz występujący na pozycji napastnika, reprezentant Meksyku.
Jest jedną z największych legend i najlepszym strzelcem w historii klubu Chivas de Guadalajara.

## Kariera klubowa
Bravo jest wychowankiem klubu Chivas de Guadalajara, w którym zaczynał od drużyn juniorskich. We wczesnej młodości trenował boks amatorski. Później zajął się wyłącznie profesjonalną piłką nożną. W pierwszym zespole zadebiutował 17 lutego 2001 w meczu przeciwko Tigres UANL. Do pierwszego składu przebił się w sezonie otwarcia 2002, w którym zdobył 6 goli w 15 meczach. Od tego okresu jest ważnym graczem swojej drużyny, dla której rozegrał 134 mecze i zdobył 41 goli.
W 2008 roku na zasadzie wolnego transferu przeszedł do Deportivo La Coruña, z którym podpisał trzyletni kontrakt, a w 2009 roku powrócił do Guadalajary. Latem 2010 zasilił amerykański zespół Sporting Kansas City. W nowej drużynie zadebiutował 20 marca 2011 w wygranym 3:2 ligowym meczu z Chivas USA, zdobywając dla swojej drużyny dwie bramki. W grudniu 2011 za nieujawnioną kwotę został zakupiony przez meksykański Cruz Azul.

## Kariera reprezentacyjna
Omar Bravo występy z reprezentacją Meksyku rozpoczynał od drużyn juniorskich. Wystąpił m.in. na Olimpiadzie w Atenach w 2004, na której zdobył 2 gole. Miejsce w pierwszej reprezentacji seniorów zdobył po kontuzji Jesúsa Arellano. Ricardo La Volpe powołał Bravo na Mistrzostwa Świata 2006. W pierwszym meczu turnieju, przeciwko Iranowi (3:1) Omar Bravo zdobył dwie bramki.